# یواس‌اس کانزاس (۱۸۶۳)
یواس‌اس کانزاس (۱۸۶۳) (به انگلیسی: USS Kansas (1863)) یک کشتی بود که طول آن ۱۲۹ فوت ۶ اینچ (۳۹٫۴۷ متر) بود. این کشتی در سال ۱۸۶۳ ساخته شد.